# Guerra civil española en la provincia de Soria

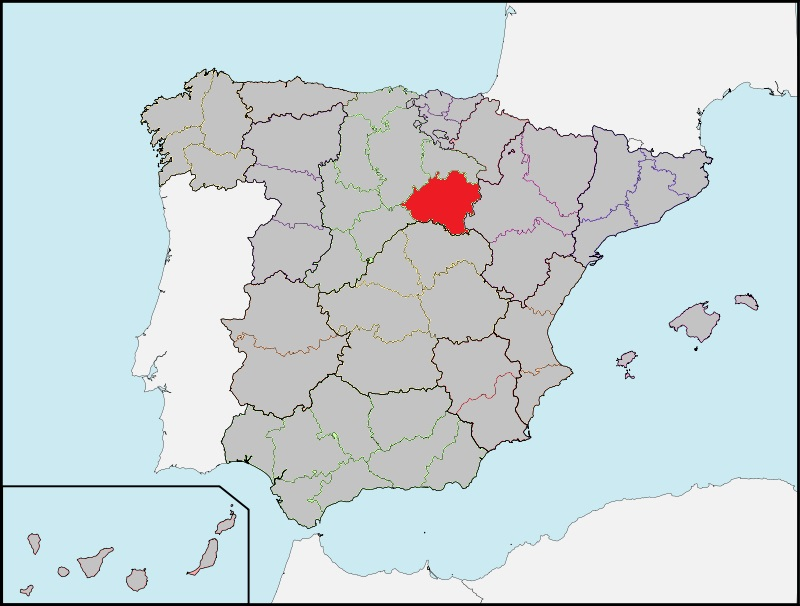
Ubicación de la provincia de Soria en la España de la época

La guerra civil española (1936-1939) tuvo un desarrollo desigual en las provincias de la actual comunidad autónoma de Castilla y León. En Soria, debían confluir las columnas que saldrían de Zaragoza hacia Guadalajara, y de Pamplona (pasando por Logroño) hacia Madrid, al igual que la de Burgos hacia Somosierra. Sin embargo, Soria contaba solamente con una Caja de Recluta, por lo que la única fuerza armada de la provincia era la comandancia de la Guardia Civil.
La organización del golpe tuvo en Soria muy escaso desarrollo, de modo que, tras conocer la noticia del alzamiento en África, hubo unos días de confusión, hasta que el martes 21 por la mañana el jefe de la Guardia Civil se decidió a declarar el estado de guerra. Ese mismo día por la noche llegó a la ciudad la columna de García Escámez, que había salido de Pamplona, dando comienzo a una gran represión.

## Fuerzas militares
La importancia de Soria para los planes golpistas del general Mola era muy grande, puesto que en esa provincia debían confluir la fuerza que debía salir de Zaragoza hacia Guadalajara y la de Burgos hacia Somosierra. Sin embargo, Soria carecía de guarnición. Solamente contaba con la Caja de Recluta, mandada por el teniente coronel Rafael Sevillano Carvajal (comandante militar de la plaza), dotada con unos cuantos soldados de oficinas. Además había un destacamento del Cuerpo de Seguridad y Asalto, con veinte hombres, y una comandancia de la Guardia Civil (teniente coronel Ignacio Gregorio Muga Díez, que hasta mayo había sido jefe de la comandancia de Navarra) con 250 hombres repartidos por toda la provincia.
La única fuerza militar significativa era, por tanto, la Guardia Civil, pero la conspiración no estaba bien urdida, puesto que Soria pertenecía a la 5ª División orgánica y por tanto dependía de Zaragoza, pero era con Logroño con quien se entendía.

## Situación política

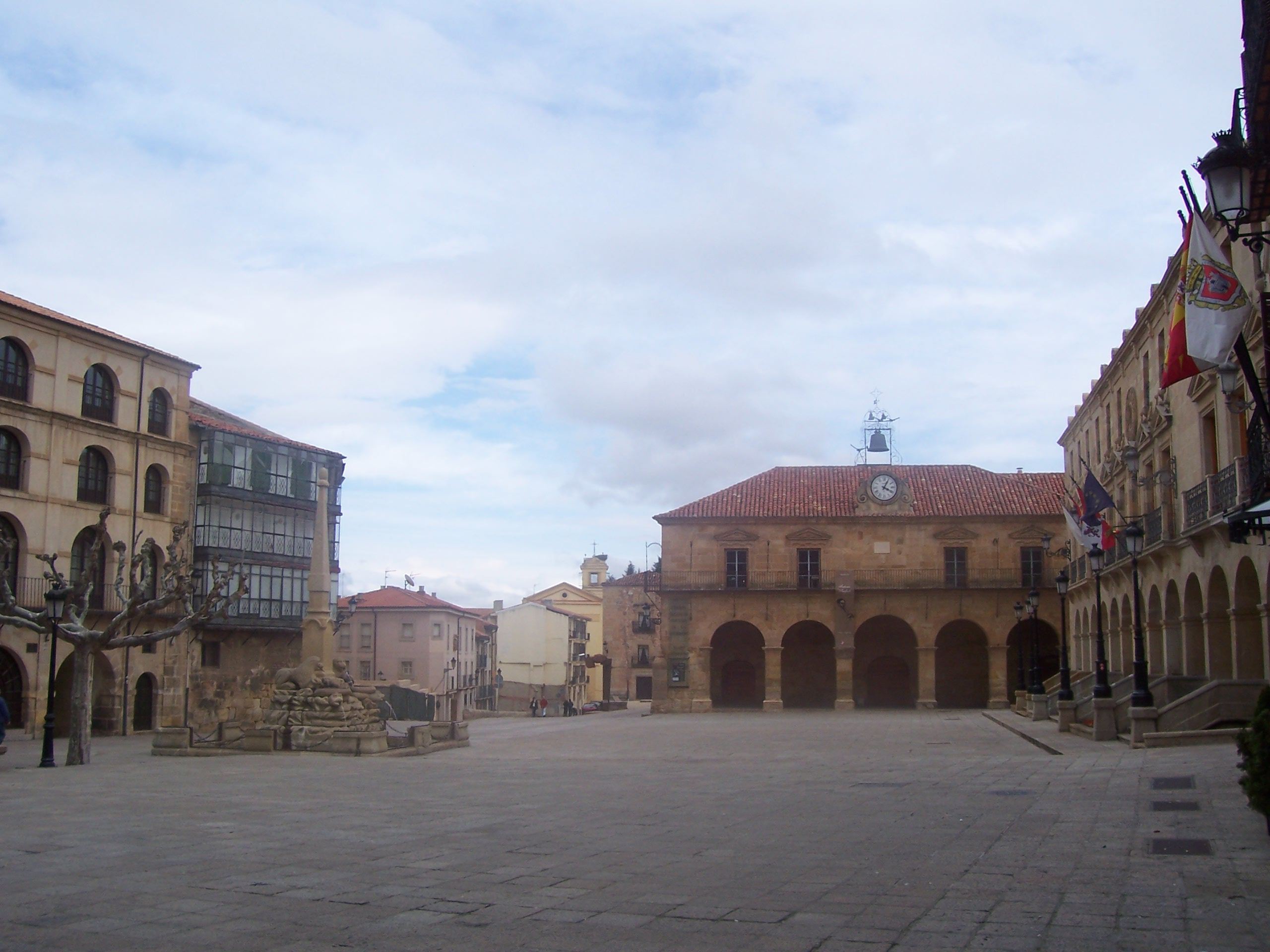
Plaza Mayor de Soria.

Soria era una provincia rural y conservadora en la que "los pueblos viven sencilla y apaciblemente dentro de su medio de vida" (Arrarás). Poco poblada y mal comunicada, las explotaciones madereras eran una importante fuente de riqueza. 
Los principales partidos de la provincia eran el Republicano Conservador de Miguel Maura (que logró dos de los tres diputados que elegía la provincia: el propio Maura y Gregorio Arranz), Unión Republicana y Acción Popular, por las derechas; y el Partido Socialista por las izquierdas, junto con la UGT, que contaba con presencia en la capital, Arcos de Jalón y Almazán, siendo sus afiliados principalmente empleados de comercio, banca, artesanos y maestros. La CNT tenía gran implantación, quizás por contagio de las vecinas Logroño y Zaragoza, destacando, además de la capital, la zona de pinares, Arcos de Jalón y el pantano de la Muedra. Sus afiliados eran sobre todo de la construcción, el metal, el ferrocarril, la resina y el peonaje en general.
El Frente Popular envió a las Cortes el tercer diputado de la provincia, el periodista Benito Artigas Arpón, de Unión Republicana. Falange Española, por su parte, apenas contaba con seis falangistas. El gobernador civil, desde finales de junio, era el periodista coruñés César Alvajar Diéguez, del Partido Republicano Radical Socialista.

## El Alzamiento
El 16 de julio había llegado a Soria el diputado Artigas a pasar unos días de descanso. Cuando se tuvo noticia del alzamiento, el sábado 18, los dirigentes del Frente Popular, UGT y CNT se reunieron en el gobierno civil. El diputado Artigas se encontraba de excursión y no se unió a ellos hasta por la noche. Los dirigentes republicanos pedían armas para las organizaciones obreras, pero ni el diputado ni el gobernador lo consideraron adecuado. 
A las tres de la mañana del domingo 19 se presentó en el gobierno civil el teniente coronel Sevillano, de la Caja de Recluta, quien dijo que era republicano, pero que había recibido de Valladolid la orden de declarar el estado de guerra, a lo cual se le replicó que Soria dependía de Zaragoza, no de Valladolid. Se dejó marchar libremente al militar y después se disolvió la reunión, yéndose a dormir el gobernador civil y el diputado.
A las ocho de la mañana del domingo 19, una patrulla de la Guardia Civil mandada por el teniente coronel Muga ocupó el gobierno civil y detuvo al señor Alvajar. Avisado de inmediato el diputado Artigas de lo ocurrido, consiguió que un amigo le sacara en coche de la ciudad, con idea de llegar a Madrid. Sin embargo, la vida en Soria no se alteró excesivamente. Se hizo el acostumbrado baile matinal en la Dehesa (Alameda de Cervantes) y después la gente se fue reuniendo en grupos para comentar los rumores y recabar información. Las noticias que llegaban de Burgos y Zaragoza eran muy confusas y desde Madrid se daba por aplastado el alzamiento. Al saber que el gobernador civil había sido detenido, la UGT y la CNT convocaron huelga general indefinida a partir del lunes 20.

### Días de confusión
La situación se volvió más confusa cuando el teniente coronel Muga, al ver que no venía la columna navarra que esperaba, repuso como gobernador civil al señor Alvajar, el cual no tomó ninguna medida contra el jefe de la Guardia Civil. Más aún, en la madrugada del lunes fueron detenidos por orden del gobernador civil varios dirigentes de Acción Popular, puestos en libertad horas después a requerimiento del teniente coronel Muga, que se presentó en la prisión provincial con un grupo de guardias civiles .
Mientras tanto, en toda la provincia se mantuvo el orden republicano. Un grupo de vecinos de Deza, con su alcalde al frente, se presentaron en la capital para ponerse a disposición del gobernador civil, siendo detenidos por Muga y liberados por Alvajar cuando recuperó el cargo. En Arcos de Jalón y Medinaceli no hubo ninguna alteración. En Almazán, el alcalde organizó patrullas mixtas de obreros y guardias civiles para vigilar las carreteras y mantener el orden, al tiempo que los resineros de la comarca se concentraban en el ayuntamiento. Los núcleos ferroviarios de la provincia, los mineros de Ólvega, los trescientos obreros de las obras del pantano de La Muedra, entre otros, manifestaron su apoyo al gobierno. La provincia de Soria se mantenía ajena al alzamiento militar.

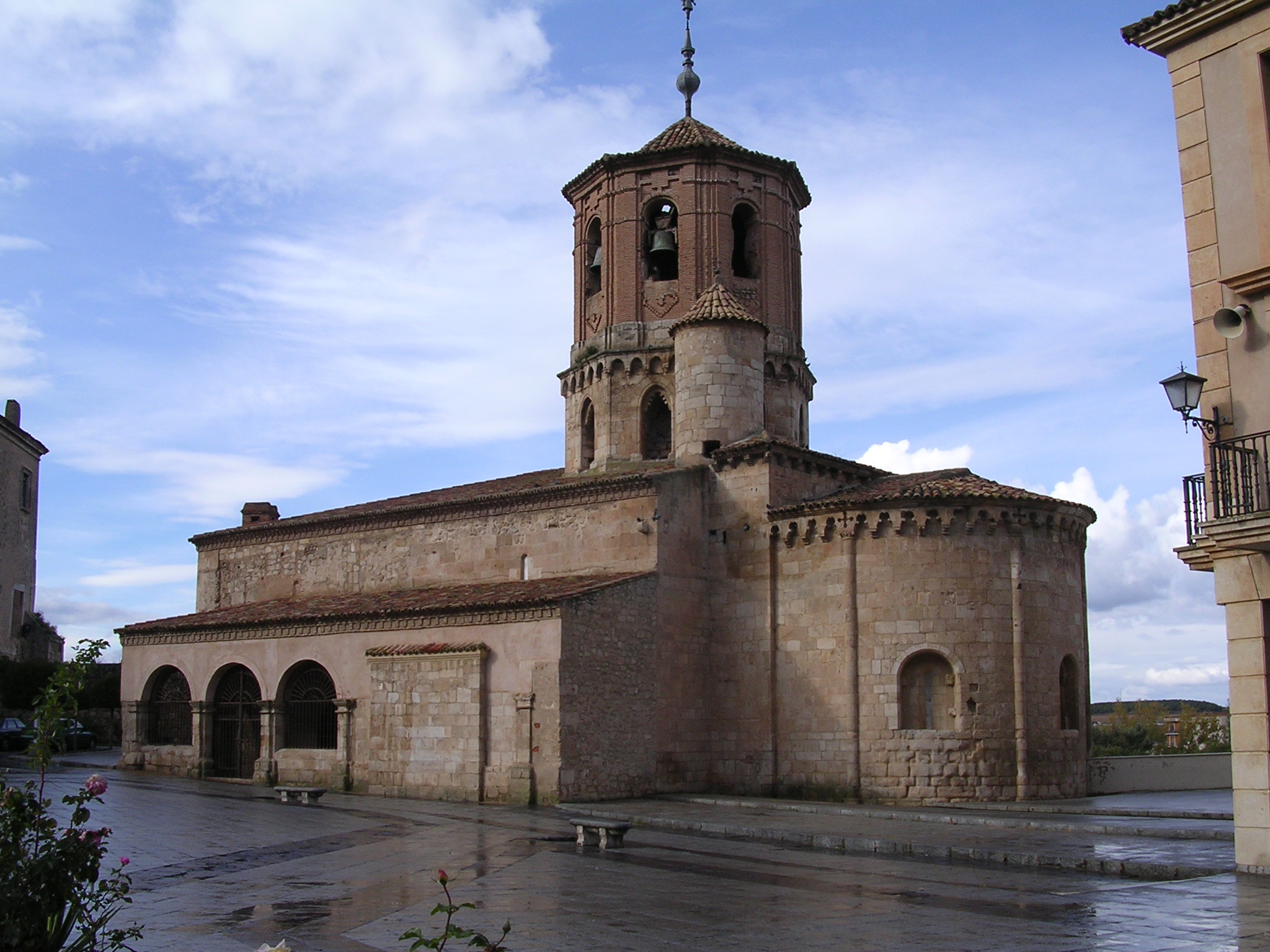
Iglesia románica en Almazán.

En su huida hacia Madrid, Artigas Arpón paró en Coscurita, donde se enteró de que la temida columna navarra que se esperaba no había llegado a Soria, por lo que decidió volver a la capital, a la que llegó al anochecer del domingo 19. Se dirigió al gobierno civil, en el que estaban reunidos el gobernador Alvajar y una delegación del Frente Popular. Poco después llegó el teniente coronel Muga, al que se le insistió en que debía entregar armas a las organizaciones republicanas, pero éste sólo accedió a entregar pistolas y además puso numerosas trabas burocráticas. Con esto se acabó la reunión.
El lunes 20 a primera hora de la mañana, Alvajar, Artigas y Muga se reunieron en el gobierno civil y acordaron verbalmente que la Guardia Civil entregaría las pistolas que solicitara el gobernador y que, en caso de necesidad, la Guardia Civil no se opondría a que "en contra de su voluntad" las organizaciones obreras se apoderasen de los fusiles. 
Pasó el día sin que nadie hiciese nada. La Casa del Pueblo era un hervidero de rumores, pero Muga siguió sin entregar las armas, y ni el gobernador ni el diputado se decidieron a hacer valer su autoridad. A medianoche, Artigas huyó nuevamente de Soria en automóvil, camino de Madrid, después de haber visitado la Casa del Pueblo y el gobierno civil, sin salir de la apatía.

### Declaración del estado de guerra
A las diez de la mañana del martes 21, convencido ya de que el golpe había triunfado en Navarra, Logroño y Zaragoza, el teniente coronel Muga sacó a sus hombres a la calle y declaró el estado de guerra. No obstante, permitió al gobernador civil abandonar la ciudad con su familia en coche, e incluso le puso una escolta formada por el sargento de la Guardia Civil Wenceslao Lafuente y su hijo Ángel. En un alto del camino para descansar, se cruzaron con un tren organizado por los ferroviarios de Arcos de Jalón que se dirigían a la capital. Se produjo un tiroteo y resultaron muertos allí mismo el sargento Lafuente y dos ferroviarios; el guardia Ángel Lafuente murió más tarde a consecuencia de las heridas.
Tras muchas peripecias, tanto Alvajar como Artigas consiguieron llegar a Madrid.
Finalmente, en la noche del 21 al 22 la columna navarra entró en la capital soriana, uniéndosele por la mañana ocho camiones de falangistas procedentes de Burgos. La columna mandada por el coronel Francisco García Escámez se componía de unos mil hombres, casi todos requetés y falangistas navarros y riojanos, y había llegado a Logroño el día 20, después de que la guarnición local y los requetés navarros hubieran tomado la ciudad sin dificultad el domingo 19 . Una vez en la capital soriana, los requetés ocuparon la Casa del Pueblo y destrozaron todo lo que había en ella, al igual que las sedes de la CNT y de Izquierda Republicana y Unión Republicana. También destruyeron la imprenta de La Voz de Soria e hicieron una pira con los libros "laicos y marxistas" que encontraron en las escuelas. El miércoles día 22 de julio, estando aún el grueso de la columna Escamez acantonado aún en la ciudad, el campamento donde la misma se alojaba, instalado en las afueras del casco urbano, fue bombardeado dos veces desde el aire, la primera sobre las diez de la mañana y la segunda en las primeras horas de la tarde; como consecuencia de estos ataques se produjeron varios heridos entre la población civil.
Consumada la caída de la Segunda República en Soria, comenzaron las detenciones masivas y fusilamientos de personas afectas al Frente Popular y a los sindicatos. La Junta de Defensa Nacional nombró gobernador civil al capitán jurídico Enrique Casado, el cual "ha dispuesto que quede ocupando el cargo de alcalde el Sr. Royo Arana. Se nos dice que quedan vacantes cuatro cargos de concejales". Mientras tanto, las fuerzas de García Escámez iniciaron de inmediato la marcha hacia El Burgo de Osma, con la intención de alcanzar y tomar cuanto antes el puerto de Somosierra. Una columna procedente de Zaragoza ocupó Arcos de Jalón y su comarca así como el importante núcleo ferroviario de Medinaceli, y enlazó con la de García Escámez.

## Aeródromos
La provincia de Soria desempeñó un importante papel como base de la fuerza aérea sublevada. La Legión Cóndor alemana y la Aviación Legionaria italiana contaron con aeródromos militares ubicados en Almaluez, Utrilla (cerca de Almazán), La Rasa (a siete kilómetros de El Burgo de Osma) y Garray. Los integrantes de dichas escuadras residieron en Soria capital, en una casa al final de la calle Alfonso VIII en cuyo jardín ondeaba una esvástica nazi.
El aeródromo de Los Negredos, en Garray, fue inaugurado oficialmente el 2 de julio de 1937. Destacó porque, el 26 de abril de 1937, partieron un bombardero Dornier Do 17 alemán y tres Savoia S-79 italianos para bombardear la población vizcaína de Guernica. Unos días antes, el 31 de marzo, habían despegado nueve bombarderos Savoia 21, cargados cada uno con veinte bombas de cincuenta kilos y cuatro bombas incendiarias de veinte kilos, para bombardear la villa de Durango. Esta acción, que al igual que en Guernica atacó básicamente objetivos civiles y contó con el visto bueno de los mandos franquistas, causó unas trescientas víctimas mortales.
A mediados de noviembre de ese año la Legión Cóndor se trasladó al aeródromo de La Rasa, aunque estableció su cuartel general en Almazán, para centrar las operaciones en torno a Madrid. El aeródromo tenía 845 metros en su parte más estrecha y 1500 en la más ancha, con terreno arenoso, y contaba con alojamiento (sin luz ni agua), depósito de combustible y tres abrigos antiaéreos. Por allí pasaron, de noviembre de 1937 a enero de 1938, el 60% de los aparatos alemanes. Los aviones participaron también en acciones en torno a la Batalla de Teruel a finales de 1937.
El aeródromo de Almaluez fue escenario de un incidente, ya en los últimos días de la guerra, que costó la vida a dos pilotos de la Aviación Nacional. El 28 de marzo, ya iniciado el golpe de Estado de Casado, despegó de Almaluez una patrulla de tres cazas Heinkel He-112 para sobrevolar Madrid y comprobar el derrumbe del frente republicano así como la entrada de los sublevados en la capital. Cuando ya habían regresado al aeródromo, posiblemente debido a la euforia por la victoria, dos de los pilotos fallecían estrellando sus respectivos aparatos sobre la pista mientras efectuaban maniobras de lucimiento.